# Helsenhorn
L'Helsenhorn (3.274 m s.l.m.) è una montagna delle Alpi del Monte Leone e del San Gottardo nelle Alpi Lepontine.

## Descrizione

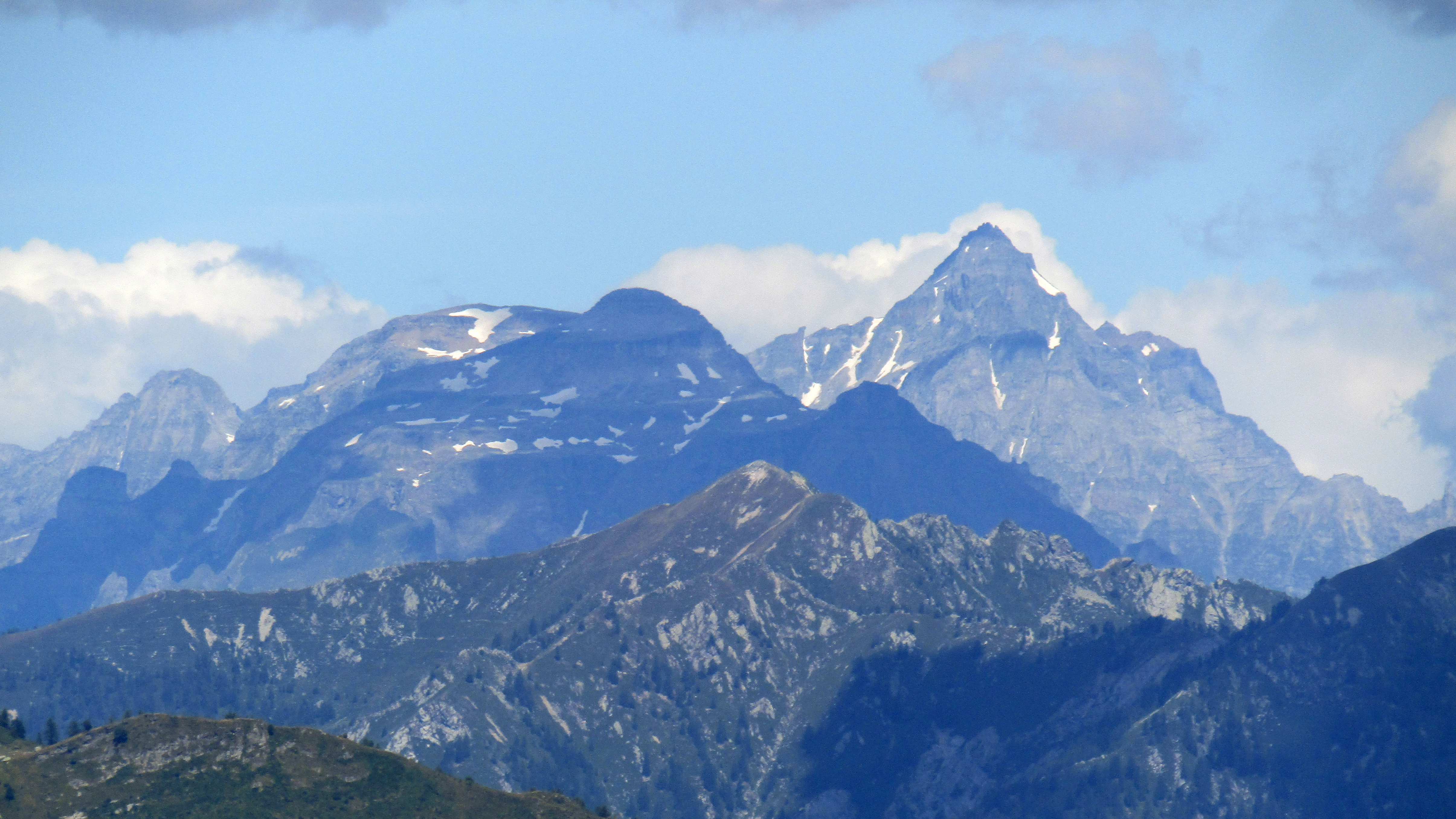
Vista dalla Spalavera

Si trova nello svizzero Canton Vallese non lontano dal confine con l'Italia. Interessa il distretto di Raron Orientale ed il comune di Grengiols.